# MBC-550
MBC-550 — персональный компьютер от Sanyo, выпущенный в 1982 году.

## Описание
IBM-PC-совместимый компьютер, оснащённый микропроцессором Intel 8088, и работающий под управлением операционной системы MS-DOS. Поддерживал математический сопроцессор Intel 8087. Имел лучшие возможности отображения видео, чем графическая карта CGA (8 цветов при разрешении 640×200, по сравнению с двумя цветами при том же разрешении экрана монитора), однако такой режим не был полностью совместим с IBM PC. В компьютере отсутствует стандартный BIOS, имеется только минимальный загрузчик в ПЗУ, который напрямую обращается к оборудованию при загрузке. Используемый формат дискет (FM, а не MFM) также не полностью совместим с IBM PC, но специальное программное обеспечение на оригинальном персональном компьютере или PC/XT (но не PC/AT) может читать и записывать дискеты. В результате MBC-550 оказался менее совместим с IBM PC, чем IBM PCjr. Неспособность использовать множество программного обеспечения для персонального компьютера оказалась значительным недостатком. MBC-550 использовался для обучения в Национальном институте радио.
В 1985 году рекламировался в американских журналах «Popular Science» и «Популярная механика».

## Модели
- MBC-550: 1 × 5,25-дюймовый дисковод (160 КБ);
- MBC-555: 2 × 5,25-дюймовых дисковода (160 КБ);
- MBC-555-2: 2 × 5,25-дюймовых дисковода (360 КБ);
- MBC-555-3: 2 × 5,25-дюймовых дисковода (720 КБ).